# Konzentrationslager Vo’ Vecchio

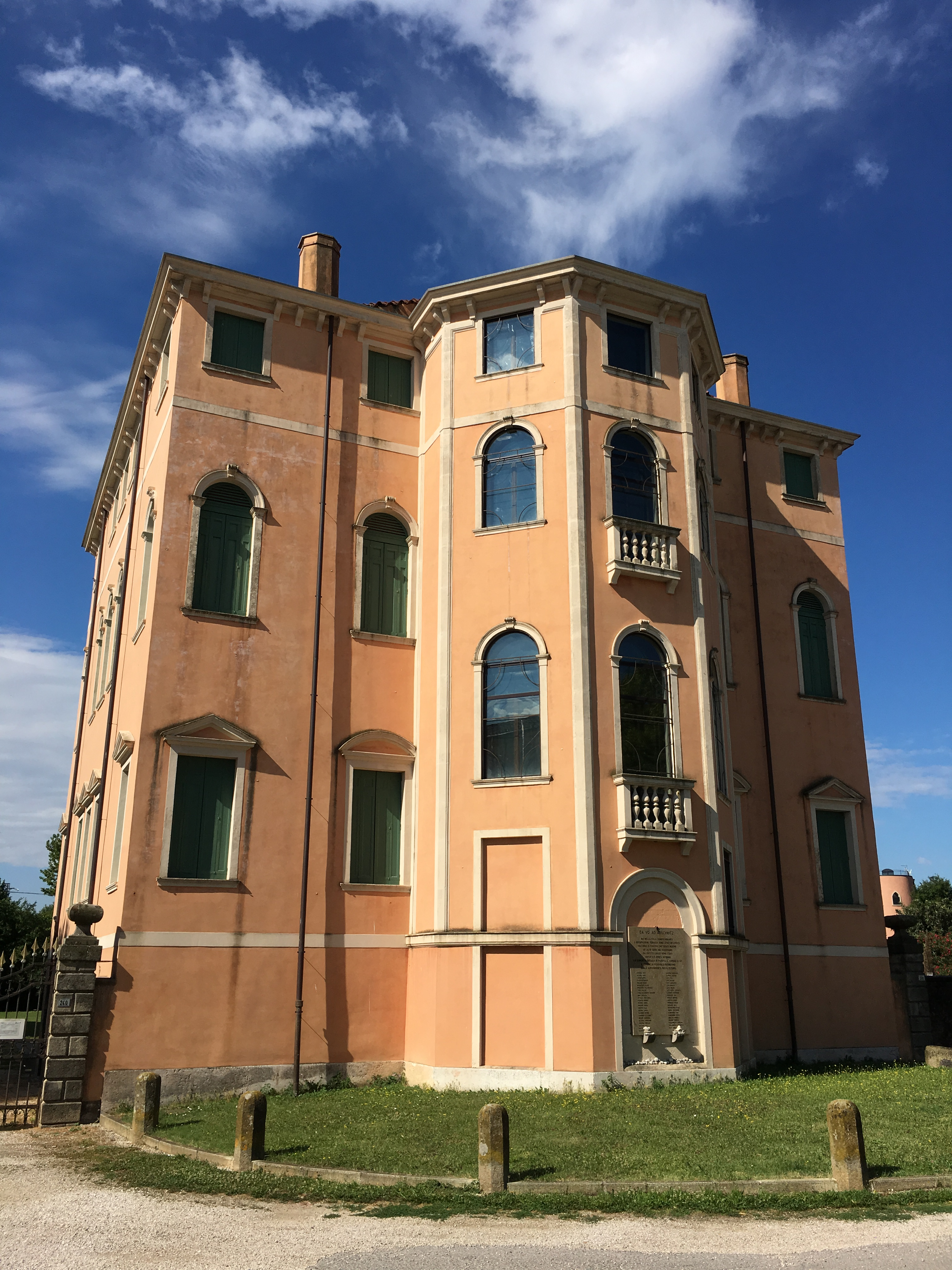
Villa Contarini Giovanelli Venier in Vo’ Vecchio, Straßenseite

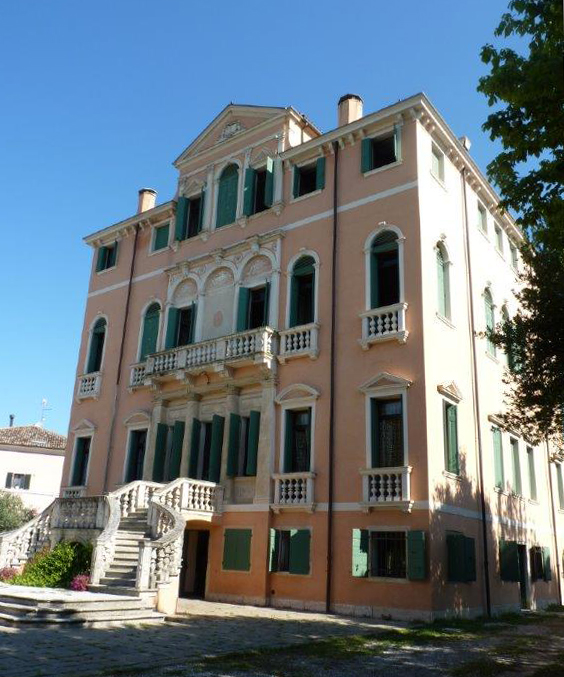
Villa Contarini Giovanelli Venier in Vo’ Vecchio, Haupteingang und Gartenseite

Das Konzentrationslager Vo’ Vecchio (Padova) war eines von über 30 italienischen Provinzkonzentrationslagern (italienisch campo di concentramento provinciale), die die Italienische Sozialrepublik eingerichtet hatte, um Juden, die auf ihre Deportation warteten, zu internieren. Das Lager war vom 3. Dezember 1943 bis 17. Juli 1944 in Betrieb.

## Geschichte
Die aus dem 17. Jahrhundert stammende Villa Contarini-Venier im Ortsteil Vo’ Vecchio der Gemeinde Vo’ diente ursprünglich der Kongregation der Schwestern von der hl. Elisabeth als Sommerresidenz. Im Dezember 1943 wurde sie auf Grundlage der am 30. November 1943 vom Innenminister der RSI Guido Buffarini-Guidi erlassenen Polizeiverordnung Nr. 5 zum Internierungslager für Juden aus den Provinzen Padua und Rovigo umfunktioniert. Die vier Stockwerke der Villa boten ausreichend Platz für die Unterbringung von maximal 60–70 Internierten. Die Leitung des Lagers wurde italienischen Polizeibeamten übertragen. Die Nonnen kümmerten sich um die Verpflegung.
Das Lager wurde am 17. Juli 1944 aufgelöst. An diesem Tag brachte eine deutsche Einheit die 47 im Lager anwesenden Juden zuerst nach Padua. Die Männer wurden im Gefängnis der Piazza Castello untergebracht, die Frauen im Gefängnis der 1966 abgerissenen Kirche Paolotti, in der Via Belzoni. Am 19. Juli wurden die Gefangenen in das KZ Risiera di San Sabba, und von dort am 31. Juli nach Auschwitz deportiert, wo sie am 3. August ankamen. Nur drei Frauen überlebten die Vernichtung: Bruna Namais, Ester Hammer Sabbadini und ihre Tochter Sylvia Sabbadini.
Eine ausführliche schriftliche Aufzeichnung der Ereignisse im Lager, von seiner Einrichtung bis zur Auflösung, wurde vom damaligen Pfarrer Don Giuseppe Raisa erstellt und wird im Pfarrarchiv von Vo’ Vecchio aufbewahrt.

## Gegenwart

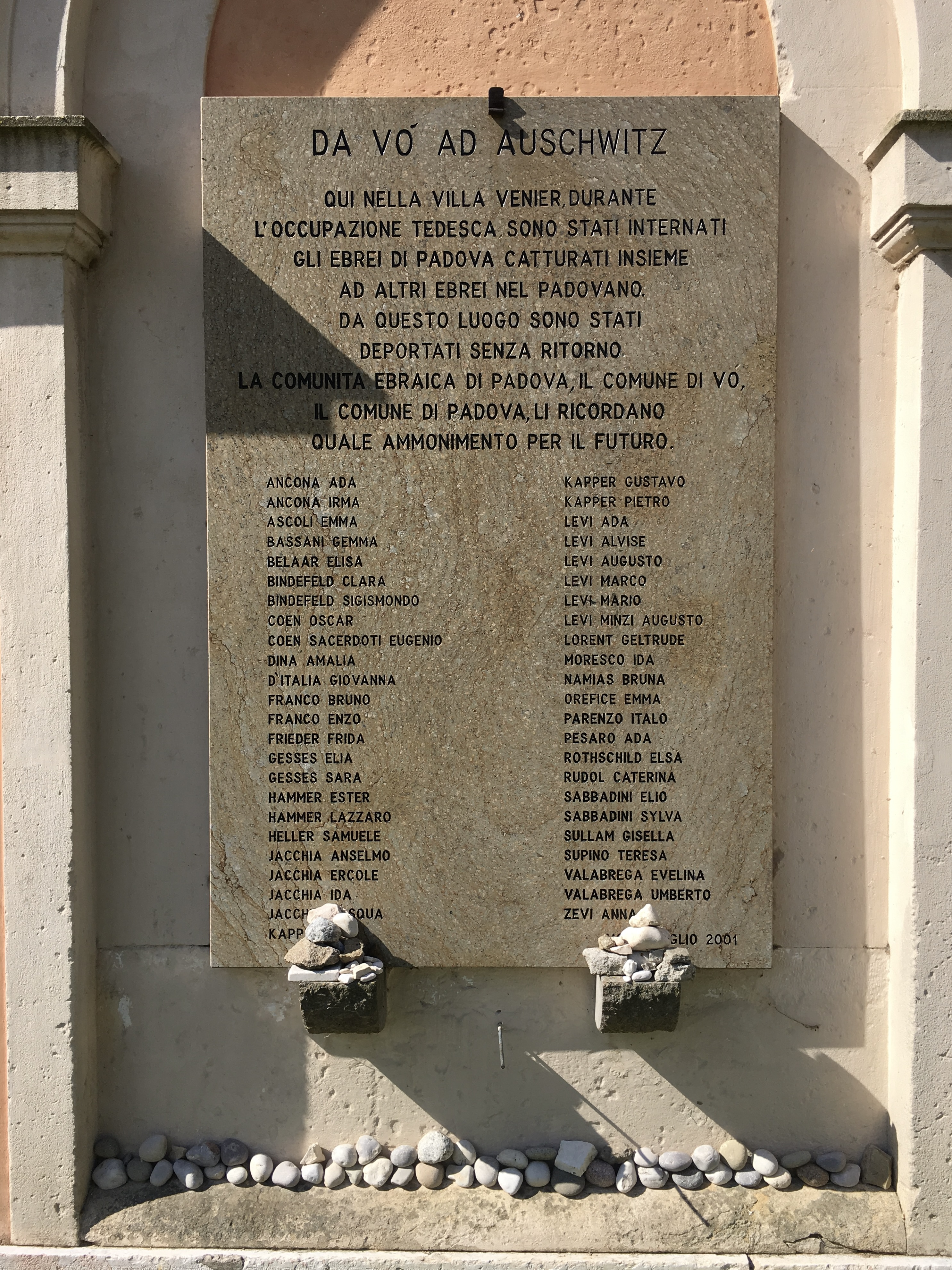
Gedenktafel der 1944 deportierten Juden aus Vo’ Vecchio

Anfang der 50er Jahre ging die Villa in den Besitz der Gemeinde Vo’ über. Am 17. Juli 2001 wurde an der Straßenseite des Gebäudes eine Tafel zum Gedenken an die Deportierten angebracht. Im Jahr 2006 begann die Stadtverwaltung mit einem Sanierungsprojekt, um dem Gebäude eine „öffentliche Nutzung kultureller Natur“ zu ermöglichen, bei der Folgendes berücksichtigt wird:
„Die Villa Contarini Venier ist auch ein Ort des Gedenken an den Holocaust und wird es auch, unabhängig von seiner Nutzung, für künftige Generationen bleiben. Aus diesem Grund werden auch bestimmte Wege mit Erinnerungszeichen versehen, um sich an die jüdischen Bürger zu erinnern, die auf dem Weg zu Ihrer Vernichtung hier traurigerweise vorbeigezogen sind.“

## Liste der deportierten Juden (einschließlich der drei Überlebenden)
- Ada Ancona, geboren am 3. August 1896 in Triest. Verheiratet mit Elia Gesess. Am 3. August 1944 in Auschwitz-Birkenau ermordet.
- Irma Ancona geboren am 12. Oktober 1903 in Padua. Tochter von Ada Levi. Am 3. August 1944 in Auschwitz-Birkenau ermordet.
- Emma Ascoli, geboren am 11. August 1877 in Ferrara. Am 3. August 1944 in Auschwitz-Birkenau ermordet.
- Gemma Bassani, geboren am 22. März 1911 in Chioggia. Am 31. Juli 1944 nach Auschwitz-Birkenau deportiert, weiteres Schicksal unbekannt.
- Elisa Belaar, geboren am 21. Januar 1892 in Triest. Am 3. August 1944 in Auschwitz-Birkenau ermordet.
- Clara Bindefeld, geboren am 3. Juni 1927 in Frankfurt am Main. Tochter von Sigmund Bindefeld und Frida Frieder. Am 3. August 1944 in Auschwitz-Birkenau ermordet.
- Sigmund Bindefeld, geboren am 22. Januar 1893 in Leipzig. Verheiratet mit Frida Frieder und Vater von Clara Bindefeld. Am 3. August 1944 in Auschwitz-Birkenau ermordet.
- Oscar Coen, geboren am 28. Juli 1887 in Alexandria (Ägypten). Am 6. August 1944 in Auschwitz-Birkenau ermordet.
- Eugenio Coen Sacerdoti, geboren am 2. März 1880 in Venedig. Verheiratet mit Amalia Dina. Am 3. August 1944 in Auschwitz-Birkenau ermordet.
- Amalia Dina, geboren am 24. Dezember 1875 in Carrara. Am 3. August 1944 in Auschwitz-Birkenau ermordet.
- Giovanna d’Italia, geboren am 13. Februar 1887 in Modena. Verheiratet mit Augusto Levi und Mutter von Alvise Levi. Am 3. August 1944 in Auschwitz-Birkenau ermordet.
- Bruno Franco, geboren am 21. Juni 1897 in Rovigo. Bruder von Enzo Franco. Am 3. August 1944 in Auschwitz-Birkenau ermordet.
- Enzo Franco, geboren am 12. November 1898 in Rovigo. Bruder von Bruno Franco. Am 3. August 1944 in Auschwitz-Birkenau ermordet.
- Frida Frieder, geboren am 3. August 1893 in Przeworsk (Polen). Verheiratet mit Sigmund Bindefeld und Mutter von Clara Bindefeld. Am 3. August 1944 in Auschwitz-Birkenau ermordet.
- Elia Gesess, geboren am 6. Oktober 1898 in Odessa. Vater von Sara Gesess. Am 15. Februar 1945 im KZ Dachau verstorben.
- Sara Gesess, geboren am 27. März 1937. Tochter von Elia Gesess. Am 3. August 1944 in Auschwitz-Birkenau ermordet.
- Ester Hammer, geboren am 5. November 1908 in Triest. Verheiratet mit Elio Sabbadini und Mutter von Sylva Sabbadini. Am  27. Januar 1945 in Auschwitz befreit.
- Lazzaro Hammer, geboren am 5. November 1899 in Odessa. Am 15. Dezember 1944 im KZ Dachau verstorben.
- Samuele Heller, geboren am 3. Dezember 1886 in Rom. Verheiratet mit Teresa Supino. Am 3. August 1944 in Auschwitz-Birkenau ermordet.
- Anselmo Jachia, geboren am 8. November 1934 in Turin. Ältester Sohn von Evelina Valabrega und Bruder von Ercole, Ida und Pasqua Jachia. Am 3. August 1944 in Auschwitz-Birkenau ermordet.
- Ercole Jachia, geboren am 4. April 1936 in Turin. Jüngster Sohn von Evelina Valabrega und Bruder von Anselmo, Ida und Pasqua Jachia. Am 3. August 1944 in Auschwitz-Birkenau ermordet.
- Ida Jachia, geboren am 17. November 1937 in Turin. Jüngste Tochter von Evelina Valabrega und Schwester von Anselmo, Ercole und Pasqua Jachia. Am 3. August 1944 in Auschwitz-Birkenau ermordet.
- Pasqua Jachia, geboren am 26. August 1932 in Turin. Älteste Tochter von Evelina Valabrega und Schwester von Anselmo, Ercole und Ida Jachia. Am 3. August 1944 in Auschwitz-Birkenau ermordet.
- Eva Kapper, geboren am 5. April 1935 in Ljubljana (Jugoslawien). Tochter von Gustav Kapper und Geltrude Lorant, Schwester von Peter Kapper. Am 3. August 1944 in Auschwitz-Birkenau ermordet.
- Gustav Kapper, geboren am 11. August 1897 in Prag. Verheiratet mit Geltrude Lorant und Vater von Eva und Peter Kapper. Am 31. Juli 1944 nach Auschwitz-Birkenau deportiert, weiteres Schicksal unbekannt.
- Peter Kapper, geboren am 13. Juli 1933 in Ljubljana (Jugoslawien). Sohn von Gustav Kapper und Geltrude Lorant, Bruder von Eva Kapper. Am 3. August 1944 in Auschwitz-Birkenau ermordet.
- Ada Levi, geboren am 19. April 1874 in Padua. Mutter von Irma Ancona. Am 3. August 1944 in Auschwitz-Birkenau ermordet.
- Alvise Levi, geboren am 31. Juli 1927 in Padua. Sohn von Augusto Levi und Giovanna d’Italia. Am 19. Dezember 1944 im KZ Dachau verstorben.
- Augusto Levi, geboren am 31. Juli 1884 in Padua. Verheiratet mit Giovanna d’Italia und Vater von Alvise Levi. Am 3. August 1944 in Auschwitz-Birkenau ermordet.
- Marco Levi, geboren am 5. Dezember 1897 in Edirne (Türkei). Am 3. August 1944 in Auschwitz-Birkenau ermordet.
- Mario Levi, geboren am 30. September 1890 in Padua. Am 3. August 1944 in Auschwitz-Birkenau ermordet.
- Marcello Levi Minzi, geboren am 7. Juli 1894 in Padua. Am 3. August 1944 in Auschwitz-Birkenau ermordet.
- Geltrude Lorant, geboren am 4. Februar 1906 in Laibach. Verheiratet mit Gustav Kapper und Mutter von Eva und Peter Kapper. Am 3. August 1944 in Auschwitz-Birkenau ermordet.
- Ida Moresco, geboren am 20. Februar 1877 in Livorno. Mutter von Evelina und Umberto Valabrega. Am 3. August 1944 in Auschwitz-Birkenau ermordet.
- Bruna Namias, geboren am 20. Januar 1913 in Mantua. Am 27. Januar 1945 in Auschwitz befreit.
- Emma Orefice, geboren am 20. Dezember 1894 in Padua. Am 3. August 1944 in Auschwitz-Birkenau ermordet.
- Italo Parenzo, geboren am 26. August 1883 in Rovigo. Am 3. August 1944 in Auschwitz-Birkenau ermordet.
- Ada Pesaro, geboren am 14. Juli 1882 in Triest. Am 3. August 1944 in Auschwitz-Birkenau ermordet.
- Elsie Rothschild, geboren am 19. März 1869 in London. Am 3. August 1944 in Auschwitz-Birkenau ermordet.
- Caterina Rudoi, geboren am 19. Juni 1876 in Odessa. Am 3. August 1944 in Auschwitz-Birkenau ermordet.
- Elio Sabbadini, geboren am 22. Dezember 1901 in Ancona. Verheiratet mit Ester Hammer und Vater von Sylva Sabbadini. Am 17. Mai 1945 im KZ Dachau verstorben.
- Sylva Sabbadini, geboren am 23. Februar 1928 in Monfalcone. Tochter von Elio Sabbadini und Ester Hammer. Am 27. Januar 1945 in Auschwitz befreit.
- Gisella Sullam, geboren am 30. Juni 1876 in Venedig. Am 6. August 1944 in Auschwitz-Birkenau ermordet.
- Teresa Supino, geboren am 5. April 1890 in Rom. Verheiratet mit Samuele Heller. Am 3. August 1944 in Auschwitz-Birkenau ermordet.
- Evelina Valabrega, geboren am 17. März 1907 in Turin. Tochter von Ida Moresco und Schwester von Umberto Valabrega sowie Mutter von Anselmo, Ercole, Ida und Pasqua Jachia. Am 31. Juli 1944 nach Auschwitz-Birkenau deportiert, weiteres Schicksal unbekannt.
- Umberto Valabrega, geboren am 16. Juli 1914 in Turin. Sohn von Ida Moresco und Bruder von Evelina Valabrega. Am 31. Juli 1944 nach Auschwitz-Birkenau deportiert, weiteres Schicksal unbekannt.
- Anna Zevi, geboren am 28. Januar 1913 in Este. Am 3. August 1944 in Auschwitz-Birkenau ermordet.

Quelle

## Verwandte Artikel
- Liste der Gedenkstätten für die Opfer des Nationalsozialismus in Italien